# Елтон
Елтон (на руски: Эльтон) е солено безотточно езеро в северната част на Прикаспийската низина. Намира се във Волгоградска област, близо до границата с Казахстан. То е най-голямото минерално езеро в Европа и едно от най-солените в света.

## Общо описание
Езерото представлява падина между солени куполи.
- Площ: 152 km² с форма близка до кръга. Площта на басейна е 1640 км².
- Дълбочина – 5 – 7 cm. през лятото и до 1,5 м. през пролетта.
- Надморско равнище е 15 m. под морското равнища.
- Минерализация: 200 – 500 g/l, което е 1,5 пъти по-голяма минерализация от концентрацията на Мъртво море.
- През 1882 г. в Елтон започва добив на сол, а през 1910 г. на брега е направен лечебен санаториум. Калните бани на езерото Елтон имат противовъзпалително, детоксикиращо, аналгетично, отпускащо и освежаващо действие[1].

## Санаториум
Сол се извлича от езерото още от началото на 18 век. До 1865 г. това се осъществява от държавата, но след това езерото започва да се използва от частни компании. От 1910 г. при езерото се намира балнеологичен лечебен курорт, а от 1945 г. на 6 км. работи санаториум Елтон. Използва се за лечение на заболявания на периферната нервна система, опорния апарат, храносмилателната система и други.